# Залесье (Вичугский район)
Залесье — деревня в Вичугском районе Ивановской области. Входит в состав Сошниковского сельского поселения.

## География
Находится в северо-восточной части Ивановской области на расстоянии приблизительно 7 км по прямой от районного центра города Вичуга.
Деревня находится в северной части Ивановской области, в зоне хвойно-широколиственных лесов, при автодороге 24Н-301, на расстоянии примерно 7 километра (по прямой) на восток от города Вичуги, административного центра района.

### Климат
Климат характеризуется как умеренно континентальный, с умеренно холодной многоснежной зимой и тёплым летом. Средняя температура воздуха самого холодного месяца (января) — −12 °C (абсолютный минимум — −45 °C); самого тёплого месяца (июля) — 18 °C (абсолютный максимум — 38 °C). Продолжительность безморозного периода составляет 110—120 дней. Период активной вегетации растений (со среднесуточный температурой более 10 °C) длится около 127 дней. Годовое количество атмосферных осадков составляет 700—718 мм, из которых большая часть выпадает в тёплый период.

## История
В 1872 году здесь (тогда Кинешемский уезд Костромской губернии) было учтено 43 двора, в 1907 году —45.

## Население
| 2010 |
| ---- |
| 18   |

### Историческая численность населения
Постоянное население составляло 221 человек (1872 год), 153 (1897), 204 (1907), 26 в 2002 году (русские 100 %), 18 в 2010.

## Инфраструктура
Личное подсобное хозяйство с зоной сельскохозяйственного использования, индивидуальная застройка усадебного типа.

## Транспорт
Деревня доступна автотранспортом.